# Tetrapedia clypeata
Tetrapedia clypeata är en biart som beskrevs av Heinrich Friese 1899. Tetrapedia clypeata ingår i släktet Tetrapedia och familjen långtungebin. Inga underarter finns listade i Catalogue of Life.